# Gobliiins
Gobliiins – seria czterech komputerowych gier przygodowych, wydanych przez firmę Coktel Vision. W grach z serii gracz kieruje stworzeniami zwanymi goblinami, a jego zadaniem jest rozwiązywanie zagadek logicznych. Gry Gobliiins cechuje pełen absurdu humor oraz karykaturalne przedstawienie świata.

## Gry z serii
- 1991 – Gobliiins[1]
- 1992 – Gobliins 2: The Prince Buffoon[2]
- 1993 – Goblins Quest 3[3]
- 2009 – Gobliiins 4[4]